# Lofast

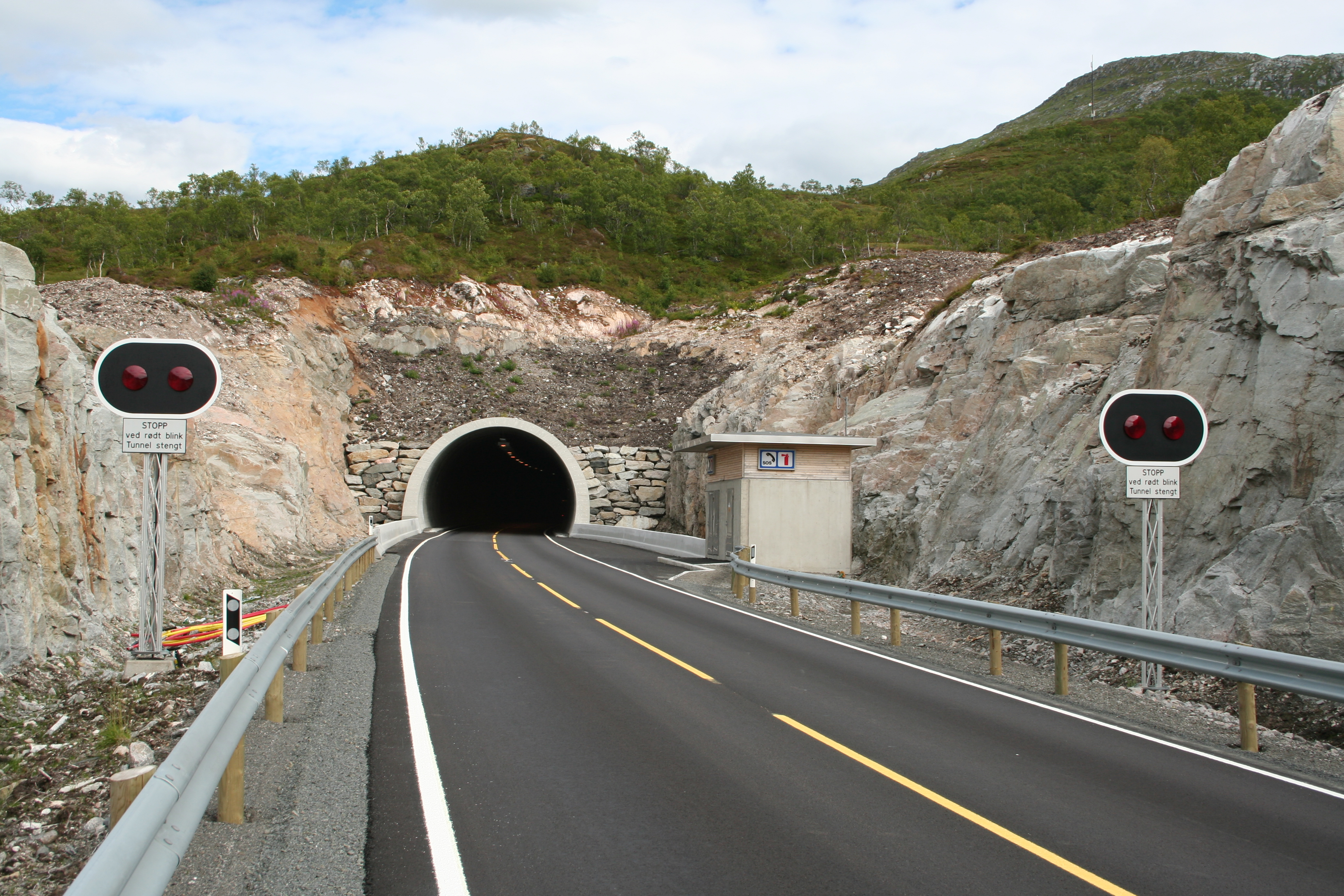
Westliche Einfahrt des Sørdalstunnels

Die Straße Lofast (Norwegisch: Lofotens fastlandsforbindelse) ist Teil der Europastraße 10 und verbindet die Inselgruppe der Lofoten mit dem norwegischen Festland. Durch den Bau von Tunneln und Brücken kommt diese Verbindung ganz ohne Fähren aus. Die Strecke ist von Fiskebøl auf Austvågøya bis Gullesfjord auf Hinnøya, wo die Lofast auf die bisher schon bestehende Straßenverbindung Sortland – Narvik stößt, 51 km lang und durchgehend zweispurig ausgebaut.
Das Storting hatte 1989 den Bau der Lofast beschlossen. Baubeginn war 1993, nach Diskussionen über die Streckenführung (im Gespräch war unter anderem ein etwa 8 km langer Tunnel unter dem Hadselfjord zwischen Melbu und Fiskebøl). Am 19. Dezember 1997 konnte das erste Teilstück der Straße von Fiskebol bis Myrland für den Verkehr freigeben werden, am 15. Oktober 1998 folgte die Raftsundet bru, die Brücke über den bekannten Raftsund, der die Lofoten von der Inselgruppe der Vesterålen trennt. Nach einer Unterbrechung der Arbeiten bis 2003 wurde die gesamte Verbindung am 1. Dezember 2007 von Königin Sonja eröffnet. Sie verkürzt seither die Strecke von Svolvær, dem Hauptort der Lofoten, nach Narvik von 272 auf 238 km. Die Lofoten sind damit durchgängig ohne Fährverbindungen bis Å i Lofoten auf der Insel Moskenesøy im Westen in das norwegische Straßennetz integriert.

## Brücken und Tunnel
Für die Lofast wurden zahlreiche Brücken und Tunnel gebaut, fast 30 % der Strecke verlaufen unterirdisch bzw. submarin. Die wichtigsten Brücken und Tunnel der Lofast sind (von West nach Ost):
- Meerestunnel: Sløverfjordtunnelen (Länge 3340 m) unter dem Sløverfjord zwischen den Inseln Årnøya und Holdøy – 112 Meter unter dem Meeresspiegel
- Tunnel: Falkfjordtunnelen (396 m)
- Tunnel: Myrlandstunnelen (1910 m)
- Brücke: Raftsundet bru (711 m)
- Tunnel: Raftsundtunnelen (1570 m)
- Tunnel: Storåtunnelen (210 m)
- Tunnel: Ingelsfjordtunnelen (1310 m)
- Brücke: Vesterstraumen bru (305 m)
- Brücke: Austerstraumen bru (196 m)
- Tunnel: Sørdalstunnelen (6338 m)